# Thám tử lừng danh Conan: Cơn ác mộng đen tối
Thám tử lừng danh Conan: Cơn ác mộng đen tối (名探偵コナン　純黒の悪夢 Meitantei Konan: Junkoku no Naitomea) là phim thứ 20 trong loạt phim điện ảnh về Thám tử lừng danh Conan. Được đạo diễn bởi Shizuno Kobun và công chiếu vào ngày 16 tháng 4 năm 2016 tại Nhật Bản. Sau đó phim được phát hành tại một số quốc gia trên thế giới. Tại Việt Nam phim dự kiến khởi chiếu vào ngày 5 tháng 8 năm 2016 với hai bản lồng tiếng và phụ đề tiếng Việt Nam tại các cụm rạp. Phim được phát sóng trên kênh HTV3 - DreamsTV vào ngày 5 tháng 4 năm 2020.

## Nội dung
Một điệp viên của Tổ chức Áo Đen, với mật danh là Curaçao, đã thâm nhập Văn phòng của Sở Cảnh Sát Quốc Gia, đánh cắp danh sách các điệp viên MI6, BND, CSIS, FBI và CIA làm việc bí mật trong Tổ chức. Yuya Kazami, một nhân viên của Sở Cảnh Sát Quốc Gia, cùng với Amuro đã chạy vào để bắt Curaçao, khiến cô ta bỏ trốn, gây nên một trận rượt đuổi trên cầu Rainbow, với Akai Shuichi gia nhập sau đó. Để kết thúc cuộc rượt đuổi Akai quyết định bắn lốp xe của Curaçao, khiến chiếc xe lệch tay lái và rơi ra khỏi cây cầu. Curaçao thoát ra khỏi xe và rơi xuống nước. Cô sau đó, leo lên bờ tại thủy cung Tohto gần khu vực sụp đổ. Khi đứng trước Vòng Đu Quay khổng lồ, cùng với 5 ánh đèn pha gồm Đỏ, Xanh Biển, Xanh Lá, Trắng, Vàng đã khiến cô ta nhức đầu và ngã gục xuống.
Ngày hôm sau, Đội thám tử nhí đã phát hiện ra Curaçao tại thủy cung. Cô đang trong tình trạng mất trí nhớ và điện thoại thì bị hỏng do tai nạn vào hôm qua. Conan đã lấy chiếc điện thoại đó và chụp hình Curaçao, gửi bức ảnh cho Ran, nhờ Ran gọi cho Sở Cảnh Sát Tokyo, rồi đưa chiếc điện thoại cho Tiến sĩ Agasa để phục hồi dữ liệu bên trong. Đội thám tử nhí sau đó quyết định ở lại với Curaçao để giúp cô lấy lại trí nhớ. Sau khi nhận thấy được kỹ năng hoàn hảo của Curaçao trong khi chơi phóng phi tiêu và hành động nhanh nhẹn của cô ấy trong khi cứu Genta khỏi rơi xuống từ trên cao, Haibara và Conan nhận thấy rằng Curaçao không phải là một người phụ nữ bình thường, và Haibara cũng cảm thấy rằng cô ta có thể là một đặc vụ Tổ chức. Trong khi đó, Tiến sĩ Agasa cố gắng phục hồi tin nhắn từ điện thoại di động bị hỏng của Curaçao, và phát hiện ra rằng Curaçao đã cố gắng gửi tên của các gián điệp NOC (Stout, Aquavit, Riesling, Bourbon và Kir) cho Tổ Chức. Stout, Aquavit, Riesling sau đó bị giết bởi các thành viên của Tổ chức (Korn, Chianti) tại London, Toronto và Berlin, Bourbon và Kir bị giữ làm con tin ở Tokyo. Curaçao trong lúc vào Đu Quay cùng bọn trẻ, khi Đu Quay quay lên đến đỉnh, nhìn xuống dưới cô ta đã lấy lại 5 ánh đèn pha đó, làm cho cô nhức đầu rồi lẩm bẩm tên của những gián điệp NOC trước mặt Đội thám tử nhí.
Sở Cảnh sát Tokyo sau đó đến và bắt tạm giam Curaçao, chuyển cô tới Bệnh viện Cảnh sát, nhưng họ buộc phải giao cô cho Cảnh Sát Quốc Gia khi biết được tin cô chính là Curaçao, kẻ đã thâm nhập Văn phòng Cảnh Sát ngày hôm trước. Cảnh Sát cũng nhận thức được rằng Curaçao dường như cô có thể nhớ lại được sự kiện trong Thủy cung Tohto và quyết định đưa cô trở lại chỗ đó. Cùng đêm đó, Tổ chức Áo Đen lái chiếc trực thăng vũ trang Boeing AH-64D Longbow Apache, làm mất điện toàn bộ thủy cung và lên kế hoạch giải cứu Curaçao khi bánh xe quay vòng lên đến đỉnh. Sau khi Curaçao lấy lại được trí nhớ của mình bằng cách nhìn vào 5 ánh đèn pha, Yuya Kazami, người đã lên chiếc bánh đu quay cùng cô, bị đánh ngã và cô đã trốn thoát. Tổ chức Áo Đen đã nỗ lực để phát nổ bom được cài vào bánh xe quay nhưng đã bị Amuro phá sau khi anh được Conan thông báo. Tổ Chức sau đó thay đổi kế hoạch và dùng pháo 30mm M230 trên chiếc Apache bắn xả vào Đu Quay nhằm giết Curaçao và làm bánh xe xúc ra khỏi trục. Akai, với sự giúp đỡ của Conan và Amuro, đã bắn hạ chiếc Apache, và Conan cố gắng để dừng bánh xe Đu Quay lại trước khi nó lăn vào Thủy Cung. Curaçao, nhận thấy rằng Đội thám tử nhí đang ở trong Cabin của Đu Quay, nên dùng một chiếc xe móc và móc vào bánh xe Đu Quay để kéo lại và cứu các Thám tử nhí nhưng hành động đó của cô làm cho bánh xe quay ngược lại và đè bẹp cô. Trước khi chết, Curaçao thừa nhận với Vermouth rằng mail mà Conan dựng nên và gửi từ điện thoại di động bị hỏng của cô, "Bourbon và Kir không phải là gián điệp" là chính cô gửi, do đó cả hai có thể duy trì vỏ bọc của họ trong Tổ chức Áo Đen.

## Phân vai
| Nhân vật            | Diễn viên lồng tiếng | Diễn viên lồng tiếng | Diễn viên lồng tiếng |
| Nhân vật            | Nhật Bản             | Việt Nam             | Việt Nam             |
| Nhân vật            | Nhật Bản             | Rạp [cần dẫn nguồn]  | Truyền hình (HTV3)   |
| ------------------- | -------------------- | -------------------- | -------------------- |
| Edogawa Conan       | Takayama Minami      | Hoàng Khuyết         | Hoàng Sơn            |
| Kudo Shinichi       | Yamaguchi Kappei     | Hoàng Khuyết         | Hoàng Sơn            |
| Haibara Ai          | Hayashibara Megumi   | Ái Phương            | Linh Phương          |
| Akai Shuichi        | Ikeda Shuuichi       | Minh Vũ              | Minh Vũ              |
| Amuro Toru          | Furuya Toru          | Tuấn Anh             | Tuấn Anh             |
| Mizunashi Rena      | Mitsuishi Kotono     | Thu Hiền             | Ngọc Quyên           |
| Gin                 | Hori Yukitoshi       | Tất My Ly            | Hoài Bảo             |
| Vodka               | Tachiki Fumihiko     | Quang Tuyên          | Quang Tuyên          |
| Takagi Wataru       | Takagi Wataru        | Quang Tuyên          | Quang Tuyên          |
| Vermouth            | Koyama Mami          | Hoài Thương          | Hoài Thương          |
| Chianti             | Inoue Kikuko         | Kim Anh              | Kim Ngọc             |
| Korn                | Kinoshita Hiroyuki   | Tấn Phong            | Minh Vũ              |
| Jodie Starling      | Ichijou Miyuki       | Thu Huyền            | Linh Phương          |
| James Black         | Hashi Takaya         | Hạnh Phúc            | Hạnh Phúc            |
| Mori Ran            | Yamazaki Wakana      | Thúy Hằng            | Thúy Hằng            |
| Suzuki Sonoko       | Matsui Naoko         | Ngọc Quyên           | Ngọc Quyên           |
| Mori Kogoro         | Koyama Rikiya        | Trần Vũ              | Trần Vũ              |
| Kizami Yuya         | Tobita Nobuo         | Trần Vũ              | Chánh Tín            |
| Yoshida Ayumi       | Iwai Yukiko          | Kim Ngọc             | Kim Ngọc             |
| Andre Camel         | Yanada Kiyoyuki      | Chánh Tín            | Chánh Tín            |
| Tsuburaya Mitsuhiko | Ōtani Ikue           | Chánh Tín            | Chánh Tín            |
| Kojima Genta        | Takagi Wataru        | Thiện Trung          | Kiêm Tiến            |
| Agasa Hiroshi       | Ogata Kenichi        | Chơn Nhơn            | Chơn Nhơn            |
| Thanh tra Megure    | Chafurin             | Trí Luân             | Kiêm Tiến            |
| Sato Miwako         | Yuya Atsuko          | Huyền Trang          | Huyền Trang          |
| Curaçao             | Amami Yūki           | Thùy Tiên            | Ngọc Châu            |

## Âm nhạc
Sekai wa Anata no Iro ni Naru (世界はあなたの色になる)
- Trình bày: B'z
- Ngày phát hành: 4 tháng 10 năm 2016
- Hãng thu âm: VERMILLION RECORDS